# Iso Sluppukkajärvi
Iso Sluppukkajärvi är en sjö i Gällivare kommun i Lappland och ingår i Råneälvens huvudavrinningsområde. Sjön har en area på 0,101 kvadratkilometer och ligger 356,9 meter över havet.

## Delavrinningsområde
Iso Sluppukkajärvi ingår i det delavrinningsområde (742297-172473) som SMHI kallar för Ovan Saimujoki. Medelhöjden är 369 meter över havet och ytan är 52,61 kvadratkilometer. Räknas de 4 avrinningsområdena uppströms in blir den ackumulerade arean 166,26 kvadratkilometer. Venetjoki som avvattnar avrinningsområdet har biflödesordning 2, vilket innebär att vattnet flödar genom totalt 2 vattendrag innan det når havet efter 169 kilometer. Avrinningsområdet består mestadels av skog (61 procent) och sankmarker (35 procent). Avrinningsområdet har 1,67 kvadratkilometer vattenytor vilket ger det en sjöprocent på 3,2 procent.